# 兴安升麻
兴安升麻（学名：Cimicifuga dahurica）为毛茛科升麻属下的一个种。

## 外部連結
- 升麻 Shengma （页面存档备份，存于） 中藥材圖像數據庫 (香港浸會大學中醫藥學院)

## 扩展阅读
- 維基物種上的相關：兴安升麻